# K. J. Apa
Keneti James K.J. Apa (* 16. června 1997, Auckland, Nový Zéland) je novozélandský herec. Proslavil se díky roli Kana Jenkinse v australské telenovele Shotland Street. V roce 2016 byl obsazen do role Archieho Andrewse v seriálu Riverdale

## Životopis a kariéra
Narodil se v Aucklandu na Novém Zélandu. Je synem Tessy a Kenetiho Apa. Má dvě starší sestry Ari a Timenu. V únoru 2020 oznámil vztah s francouzskou modelkou Clarou Berry. V květnu 2021 pár oznámil, že očekávají prvního potomka. V září 2021 se jim narodil jejich prvorozený syn Sasha Vai Keneti Apa.
V roce 2016 byl obsazen do role Archieho Andrewse v seriálu stanice The CW Riverdale.. V roce 2017 měl premiéru film Psí poslání, ve kterém si zahrál roli Ethana. V roce 2018 si zahrál roli v úspěšném filmu Nenávist, kterou jsi probudil. O rok později si zahrál v romantické komedii Poslední léto.

## Filmografie
| Rok  | Název                         | Role             | Poznámky |
| ---- | ----------------------------- | ---------------- | -------- |
| 2017 | Psí poslání                   | Ethan Montgomery |          |
| 2018 | Nenávist, kterou jsi probudil | Chris            |          |
| 2019 | Poslední léto                 | Griffin Hourigan |          |
| 2019 | Altar Rock                    | Niko             |          |
| 2020 | Dokud jsi se mnou             | Jeremy Camp      |          |

| Rok       | Název            | Role           | Poznámky            |
| --------- | ---------------- | -------------- | ------------------- |
| 2013–2015 | Shortland Street | Ethan          | hlavní role         |
| 2016      | The Cul De Sac   | Jack           | hlavní role, 6 dílů |
| 2017–2023 | Riverdale        | Archie Andrews | hlavní role         |

## Ocenění a nominace
| Rok  | Ocenění                | Kategorie                                        | Práce     | Výsledek  |
| ---- | ---------------------- | ------------------------------------------------ | --------- | --------- |
| 2017 | Cena Saturn            | nejlepší herecký výkon mladého herce v TV seriál | Riverdale | nominace  |
| 2017 | Cena Saturn            | objev roku                                       | Riverdale | vítězství |
| 2017 | Teen Choice Awards     | objev roku                                       | Riverdale | nominace  |
| 2018 | MTV Movie & TV Awards  | nejlepší polibek (sdíleno s Camilou Mendes)      | Riverdale | nominace  |
| 2018 | People's Choice Awards | nejlepší seriálový herec: drama                  | Riverdale | nominace  |
| 2018 | Teen Choice Awards     | nejlepší seriálový herec: drama                  | Riverdale | nominace  |
| 2018 | Teen Choice Awards     | nejlepší pár (sdíleno s Camilou Mendes)          | Riverdale | nominace  |
| 2018 | Cena Saturn            | nejlepší herecký výkon mladého herce v TV seriál | Riverdale | nominace  |
| 2019 | Teen Choice Awards     | nejlepší seriálový herec: drama                  | Riverdale | nominace  |
| 2019 | Cena Saturn            | nejlepší herecký výkon mladého herce v TV seriál | Riverdale | nominace  |
| 2019 | People's Choice Awards | nejlepší seriálová hvězda roku 2019              | Riverdale | nominace  |